# Espiral do silêncio
Espiral do silêncio é uma teoria da ciência política e comunicação de massa proposta em 1977 pela alemã Elisabeth Noelle-Neumann. Neste modelo de opinião pública, a ideia central é que os indivíduos omitem sua opinião quando conflitantes com a opinião dominante devido ao medo do isolamento, da crítica, ou da zombaria. Os agentes sociais analisam o ambiente ao seu redor e, ao identificar que pertencem à minoria, preferem resguardar-se para evitar impasses. Esse comportamento gera uma tendência progressiva ao silêncio, tratando-se, pois, de um movimento ascendente em espiral, daí a denominação espiral do silêncio, porque o indivíduo, ao não expôr sua ideia, automaticamente compactua com a maioria, de modo que outras pessoas, que poderiam com ele concordar, também deixam de verbalizar suas ideias. Quanto menor o grupo que assume abertamente a opinião divergente, maior o ônus social em expressá-la. 
Preocupada com os efeitos que levaram o eleitorado à mudança na reta final das eleições de 1965 e 1972, na Alemanha, Noelle-Neumann decidiu estudar o que, de fato, ocorria. Então, ela descobriu que um fator importante para a mudança ter ocorrido é o Clima de Opinião. Noelle-Neumann descobriu que quando um lado é superestimado, outras pessoas, decididas ou não, são influenciadas a seguir por ele. Consequentemente, quando o outro é subestimado, as pessoas tendem a afastar-se dele. Para chegar a tal conclusão, ela utilizou alguns instrumentos para medir o Clima de Opinião. Segundo ela, são necessárias questões que possam mensurar a tendência de as pessoas falarem ou de manterem-se em silêncio quando submetidas a ideias diversas daquelas que elas apoiam. Outro fator importante é a opinião sobre a escolha do eleitor em função de quem ele acha que vai ganhar.
Aristóteles sugere que a sociabilidade é uma propriedade essencial do homem, de forma que precisa de vínculos sociais para satisfazer suas necessidades e, consequentemente, teme o isolamento. 
Segundo Lage:

A ideia central desta teoria situa-se na possibilidade de que os agentes sociais possam ser isolados de seus grupos de convívio caso expressem publicamente opiniões diferentes daquelas que o grupo considere como opiniões dominantes.  Isso significa dizer que o isolamento das pessoas, de afastamento do convívio social, acaba sendo a mola mestra que aciona o mecanismo do fenômeno da opinião pública, já que os agentes sociais têm aguda percepção do clima de opinião. E é esta alternância cíclica e progressiva que Noelle-Neumann chamou de Espiral do Silêncio— 

## História e contexto
Os estudos sobre a Espiral do Silêncio foram iniciados na década de 60. A teoria foi proposta especificamente por Noelle-Neumann sobre os efeitos dos meios de comunicação de massa. A pesquisadora estudou o eleitorado social-democrata e democrata-cristão na Alemanha durante as campanhas eleitorais alemãs entre 1965 e 1972, em que os dois partidos alternavam a liderança e na reta final do processo de eleição, ocorreu uma súbita mudança de opinião dos eleitores. De acordo com seus estudos, ao mudar de opinião, os eleitores buscavam se aproximar das opiniões que julgavam dominantes. 
O ponto principal da teoria é a dominação da opinião pública pelos líderes dos media e de opinião. A autora vê a televisão como essencial na consolidação da opinião pública, uma vez que as discussões públicas são, em grande parte, impostas pela consonância temática mediática, que consiste numa abordagem unilateral por diversos meios de comunicação. Segundo a hipótese de Agenda-Setting, a comunicação social determina a pauta pública ao ressaltar certos assuntos e preterir outros, o que influencia na formação da Espiral do Silêncio, que guia a opinião pública, ou seja, o indivíduo recorre aos meios de comunicação para se inteirar sobre quais temas falar e se expressar de acordo com o que observa no ambiente. Um exemplo é em casos de ostensiva cobertura de um mesmo crime em vários canais de televisão. A comunicação social mantém por semanas esse tema em evidência, e, ao desfavorecer os envolvidos, instaura um debate parcial.  
Além disso, há a influência também da aculturação, teoria que propõe que a televisão estabelece um padrão de estabilidade através da veiculação de imagens, práticas e crenças. Gerbner sugere que os media televisivos estão concentrados em grandes conglomerados, comprometidos com a visão de seus acionistas. Shanaham e Morgan escrevem em seu livro que o sistema é estruturado de forma que beneficia apenas as elites econômicas, que detêm os mesmos pontos de vista e os meios de comunicação.

## Influências
Noelle-Neumann indica as influências de seu trabalho de forma igualitária, porém, é possível dividi-las entre indiretas, referentes à opinião pública e diretas, que abordam a tendência ao silêncio. 
Entre as indiretas, encontra-se Rousseau, que identifica três tipos de leis: o direito público, o privado e o civil, e, acima dessas, indica a opinião pública, que, embora não conste na constituição, dita como essas funcionam. Noelle-Neumann situa o conceito Rousseau de opinião pública como intermediário entre consenso social e as convicções individuais. 
Locke também identifica três leis, denominando-as como lei divina, lei civil e a lei da virtude, do vício, da opinião ou da reputação, sendo esta última principal referência para humanidade, que buscam mais a boa consideração entre seus conhecidos que cumprir as outras leis, uma vez que é possível obter impunidade nas leis do Estado, mas nunca da censura dos seus semelhantes.
Entre os autores influentes, Tocqueville é o maior precursor ao propor elementos como o medo do isolamento, o incômodo e sensação de insignificância perante à opinião dominante e a tendência à adequação da minoria.

### A Ignorância Pluralística
O fenômeno psico-social causado pela Ignorância Pluralística é caracterizado pela percepção errada do que acredita ser a opinião majoritária. Um grupo rejeita uma opinião de forma inapropriada por achar que a maioria também o faz, porém, esta não é a real opinião majoritária. O termo foi estudado pelo psicólogo americano Daniel Ketz.
Um exemplo da Ignorância Pluralítisca foi a segregação racial dos Estados Unidos em 1960. Indivíduos que não necessariamente concordavam com os termos impostos aos cidadãos negros americanos seguiam a opinião por acreditarem ser a majoritária, com medo da exclusão social, que serve de base para a explicação da Espiral do Silêncio. 

### Percepções Looking-glass
O termo Looking-glass é aplicado para definir o efeito que o indivíduo sofre ao pautar a percepção sobre si mesmo de acordo com a opinião que a sociedade tem dele. As interações sociais ao longo da vida do indivíduo servem como molde para sua identidade, o que dá a conceituação do termo looking-glass self, criado por Charles Cooley em 1902. 